# Jan Herman van Heekweg
De Jan Herman van Heekweg of J.H. van Heekweg is een doorgaande straat in de wijk Buikslotermeer in Amsterdam Noord, vernoemd naar de textielfabrikant Jan Herman van Heek.
De straat begint bij het bruggencomplex onder de Nieuwe Leeuwarderweg (Brug 2246, brug 2472 en brug 2473), loopt oostwaarts en kruist de H.Cleyndertweg (bij aanleg lag hier het begin) en Amerbos. Het doorgaande verkeer gaat met Brug 948 over de J.Drijverweg naar de IJdoornlaan. De straat zelf gaat verder oostwaarts, kruist de Th.Weeversweg en gaat verder als woonstraat met een bocht naar links in het noorden en komt uit Elpermeer. Voor de opening van het viaduct onder de Nieuwe Leeuwarderweg liep de straat hierop dood. Sinds de bouw van de nieuwe wijk Elzenhagen sluit de straat aan op de Elzenhagensingel.
Om het nieuwe gedeelte van Buikslotermeer te bereiken omdat de IJdoornlaan maar tot de Beemsterstraat gereed was moest het doorgaande auto en busverkeer tot 1969 door de Beemsterstraat en een noordelijker gelegen provisorische weg rijden in aansluiting op de J.H.van Heekweg. Ook was er een provisorische aansluiting met de toen nog Leeuwarderweg. De straat is uitsluitend toegankelijk voor snelverkeer maar aan de noordzijde ligt wel een fiets- en voetpad. In tegenstelling tot de meeste andere doorgaande wegen in Buikslotermeer is de weg niet halfhoog uitgevoerd maar ligt op het maaiveld.
Er bevindt zicht uitsluitend bebouwing, eengezinswoningen en appartementen bestaand uit voornamelijk drie etages, aan de noordzijde van de straat, hofjes allemaal gelegen aan het Amerbos en Elpermeer. Hierachter bevindt zich hoogbouw. In het gedeelte na de bocht naar links ligt aan beide kanten bebouwing. Aan de zuidzijde loopt een gracht met brede groenstroken en fiets- en voetpad genaamd De Wieden. Hier stonden in de jaren zestig en zeventig noodschoolgebouwen.
Aan de zuidzijde bij de kruising H.Cleijndertweg en Amerbos lag sinds 19 november 1966 voor bus 31 een busstandplaats van het GVB.die tot 1975 werd gebruikt. Op deze plaats staat nu de Basisschool Boven 't IJ, een montessorischool.
Door de straat rijdt bus 38 tussen de H.Cleyndertweg en J.Drijverweg, van 2014-2018 reed deze lijn een lus in één richting van Elzenhagen over het gedeelte tussen het viaduct en de H.Cleyndertweg. Door de opheffing van bus 33 die van 1969-2018 een vaste verschijning was voor de verbinding met de stad werd de lijn teruggetrokken uit Elzenhagen en ter vervanging van lijn 33 verlegd.
Er bestaat ook het J.H. van Heekpad, dit pad loopt waar de weg een bocht naar links maakt rechtdoor over Brug 951 het Baanakkerspark in.
De straat werd bij een raadsbesluit van 24 februari 1966 en 19 maart 1969 vernoemd naar naar Jan Herman van Heek, Twents textielfabrikant die grote verdiensten heeft gehad op gebied van natuurbescherming en bescherming van middeleeuwse gebouwen. Het pad is op 24 maart 1973 vernoemd.